# 利伯蒂鎮區 (堪薩斯州金曼縣)
利伯蒂鎮區（英語：Liberty Township）為美國堪薩斯州金曼縣轄下的鎮區。2010年美国人口普查中此鎮區人口有132人。

## 地理
利伯蒂鎮區涵蓋總面積為93.9平方（36.26平方英里），其中陸地面積為93.9平方（36.24平方英里），水域面積為0.052平方（0.02平方英里）或0.06%。海拔高度528（1,732英尺）。

## 人口統計
根據2010年美國人口普查，利伯蒂鎮區人口有132人，其中男性有74人，女性有58人，人口密度為每平方公里1.41人，住房計96戶。鎮區內的白人有131人，非裔美國人有1人，美洲原住民有0人，亞裔美國人有0人，太平洋島裔美國人有0人，其他種族有0人，混血種族則有0人。此外鎮區內有0人為西班牙裔或拉丁裔美國人。此鎮區之年齡中位數為54.2歲，而男性年齡中位數為54.3歲，女性年齡中位數為54.0歲。

## 交通

### 主要公路
- 42號堪薩斯州州道